# Megarhyssa atrata
Megarhyssa atrata är en stekelart som först beskrevs av Fabricius 1781.  Megarhyssa atrata ingår i släktet Megarhyssa och familjen brokparasitsteklar. Utöver nominatformen finns också underarten M. a. lineata.